# Porsche 904
De 904 is een door het Duitse sportwagenmerk Porsche ontwikkelde racewagen voor FIA-GT-races, zoals de Targa Florio, heuvelklim en andere races. De auto werd ontwikkeld voor de verkoop. Dit is winstgevender dan er zelf mee te racen.
Voor de homologatie van de auto moesten honderd straatversies verkocht worden. Dit lukte, er werden er 120 gemaakt.
De 904 werd ontwikkeld voor de motor uit de 911, die toen nog 901 heette. Omdat de ontwikkeling van die motor traag verliep, werd besloten de motor uit de Porsche 356 te laten  modificeren door Abarth. Met deze motor kon de auto deelnemen in de tweeliterklasse van diverse races.

Omdat de 904 te duur zou worden als hij van aluminium werd gemaakt, werd gekozen voor een carrosserie van glasvezelversterkte kunststof die op het chassis werd bevestigd. Het was de eerste keer dat Porsche hiervoor een ladderchassis gebruikte.
De 904 nam deel aan veel races in de tweeliterklasse. In deze klasse raceten ook de Abarth Simca 2000 en de Alfa Romeo Guila Tubolare Zagato. Er werden vele races gewonnen; in de Targa Florio van 1963 werd zelfs een totaaloverwinning behaald. Met de 904 werden klasseoverwinningen geboekt in de 24 uur van Le Mans, de 1000 kilometer op de Nürburgring, de langeafstandsrace van Spa-Francorchamps en de 12 uur van Daytona.
Met de 904 werd ook deelgenomen aan rally's. De auto werd tweede in de Rally van Monte Carlo, won de Tulpenrallye en de Alpine rally, en nog meer.

Er zijn ook twintig stuks met een zescilindermotor gemaakt, de 904/6. De motor hiervoor kwam uit de 911.
Er werden zelfs een versie gemaakt met de achtcilindermotor uit de Porsche 804, Porsches Formule 1-auto uit 1962. Met deze motor beschikte de 904 over 225 pk.